# Sin (filho de Canaã)
Sin, também chamado de Seni ou Sinim, em hebraico:  סיני (pronuncia-se Çîynîy), significa "pico", "barro" ou "lama". Ele foi um dos filhos de Canaã, filho de Cam, filho de Noé. Sin é retratado de forma indireta na Bíblia, através de seus descendentes, conhecidos como "sineus", na versão lusófona e "Sinites" (sinitas), na versão anglófona, formas totalmente distintas, o que pode gerar possíveis equívocos. Acredita-se que os sineus fossem originários de Zim, cidade da costa ao norte da Fenícia. Os sineus, não foram uma das tribos cananitas avistadas por Josué, com ordem divina para destruição, possivelmente os enquadra então no prefixo "Sin" se referindo ao povoamento proto-chinês do leste ou terras "Sin-Ar", "Masin"(terra sin).

## Vida
Sin foi importante o suficiente não apenas por ter sido divinizado, mas por ter recebido o título de "Deus das Leis". Em um hino de Ur, é dito que "ele criou a lei e a justiça de modo que tinha estabelecido leis", e novamente, "o ditador de leis do céu e da terra". Outra circunstância marcante deve vir disto, para alguns de seus descendentes que viajaram ao sul da Arábia e povoaram um distrito, subsequentemente conhecido como Sin-ai, então a possibilidade de sua reputação como um grande codificador de leis liderada com uma tradição que associa o Sinai como o lugar onde a lei foi originada. É possível que haja alguma conexão entre esta circunstância e a escolha de Deus, do Monte Sinai como um lugar onde ele deu os Dez Mandamentos. Além disso, o título "Deus das Leis", atribuído a Sin divinizado é, no hino original de Ur, Bel-Terite, e a primeira sílaba é uma palavra mais familiar a Baal. E a palavra Terite é a forma no plural de tertusignificando "lei", que é a palavra equivalente em hebraico para torah ("lei").

## Narrativa bíblica
Os filhos de Noé foram Sem, Cam e Jafé, e os filhos de Cam foram Cuxe, Mizraim, Pute e Canaã. Canaã teve, como descendentes, Sidom e Hete, e também, os jebuseus, amoritas, girgaseus, heveus, arqueus, sineus, arvadeus, zemareus e hamateus; e depois se espalharam as famílias dos cananeus.
Canaã foi amaldiçoado por Noé porque Cam, seu filho, viu Noé nu, após Noé ter se embriagado; de acordo com a maldição, Canaã seria servo de Sem e de Jafé.

## Identificação
- Os sinitas são citados em Isaías 49:12:

Eis que estes virão de longe, eis que aqueles do norte e do ocidente e aqueles outros da terra de Sinim.
De acordo com John Wesley e John Gill, a terra de Sinim são os povos nômades, ou o texto se refere à uma cidade Sin, no Egito, de forma que terra de Sinim seria o Egito. Manasseh ben Israel, citado por John Gill, supõe que os sinitas são os chineses, porque Cláudio Ptolomeu, em Geografia, chama a China de Terra de Sin.
- Nas Crônicas de Jerameel, Simim (Sinim ) é identificado como um dos filhos de Canaã.[3]

- Sin é identificado como Sim em duas passagens da Bíblia, como um deserto entre Elim e Sinai[20] em Êxodo 16:1 e Números 33:11–12, respectivamente:

E partindo de Elim, toda a congregação dos filhos de Israel veio ao deserto de Sim, que está entre Elim e Sinai, aos quinze dias do mês segundo, depois de sua saída da terra do Egito.
Tendo partido do mar Vermelho, acamparam-se no deserto de Sim. 
 Tendo partido do deserto de Sim, acamparam-se em Dofca.
- Sin, em acadiano, ou Nana, em sumério, foi o deus da lua na religião mesopotâmica. Sin foi o pai do deus do sol Samas (sumério: Utu), e, em alguns mitos, de Istar (sumério: Inana), divindade de Vênus, e com eles formou uma tríade astral de deuses.[21]

## Identificação linguística
Formas de identificação de Sin, quase sempre referentes à China
- Prefixo sino- (para referir-se à origem chinesa)
- Sian (capital da província de Shensi)
- Sinquião (região autônoma chinesa)
- Shangai (maior cidade chinesa)
- Shensi (província chinesa)
- Shantung (cidade chinesa)
- Shen-yang (cidade chinesa)
- Tientsin (cidade chinesa)
- Fu-shun (cidade chinesa)
- Sind (província paquistanesa)
- Cingaleses (grupo étnico no Sri Lanka)
- Sião (Siam) (antigo nome da Tailândia)

## Sin, Hete e os chineses e mongoloides
Dois filhos de Canaã, Hete (hititas ou heteus) e Sin (sinitas ou sineus), são presumidos serem os progenitores da família chinesa e Mongolóide. Os Hititas foram conhecidos como os Hattiou Chatti nos monumentos egípcios, as pessoas hititas foram esculpidas como narizes bem à vista, lábios cheios, bochechas grandes, faces sem pelos, variando a cor da pele do marrom para o amarelado e avermelhado, cabelo preto liso e olhos marrom-escuros.

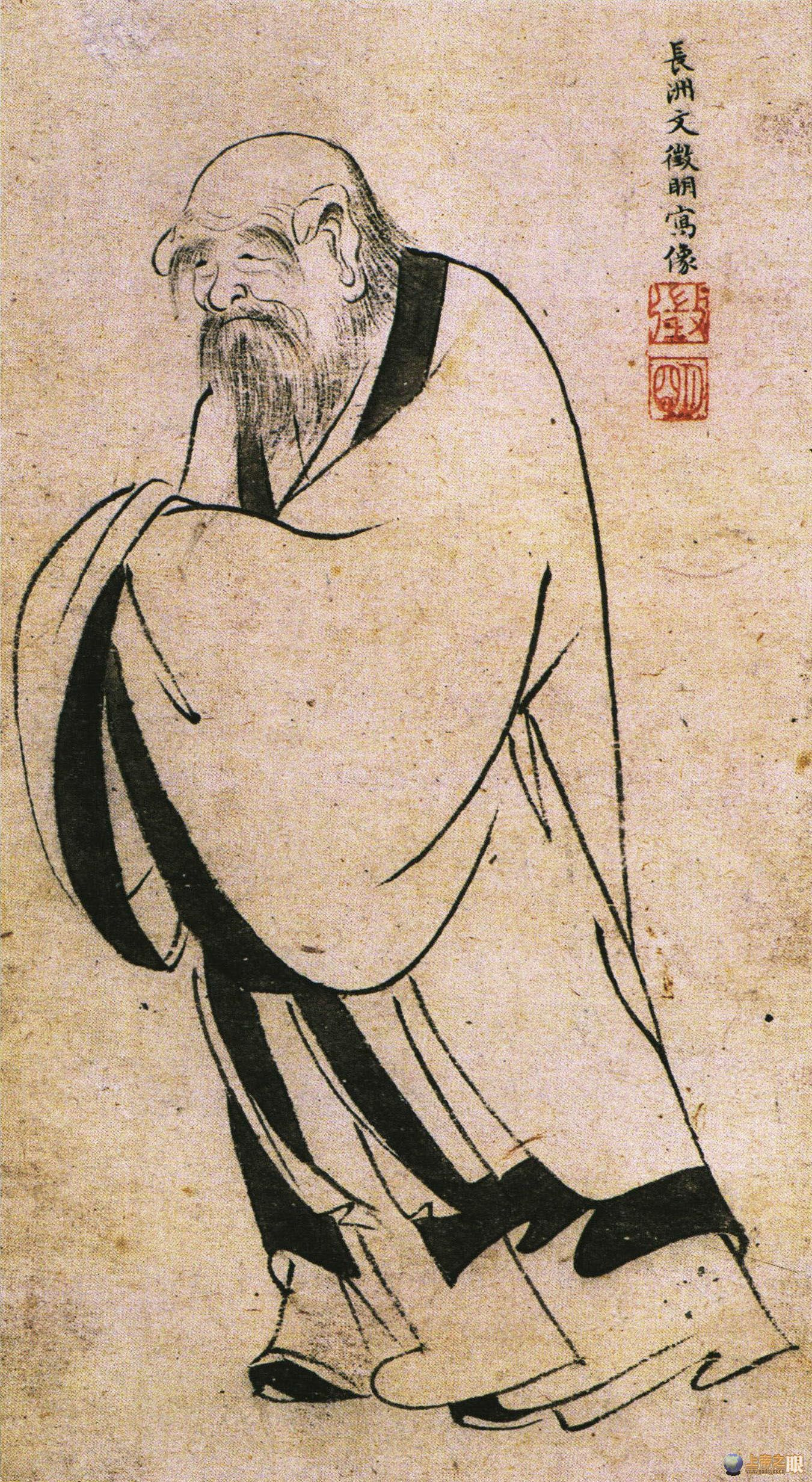
Representação artística de um chinês

O termo hitita em cuneiforme aparece como Khittae representando desde então uma poderosa nação do Extremo Oriente conhecida como os Khitai, e tem sido preservada ao longo dos séculos no termo mais familiar, Catai. Os Catai foram Mongolóides, considerados uma parte da primeira família chinesa. Há ligações entre os conhecidos Hititas e Catai, por exemplo, seus modos de se vestirem, seus sapatos com os dedos do pé à mostra, sua maneira de arrumar o cabelo em uma trança, e etc. Representações os mostram tendo possuído bochechas grandes, e craniologistas têm observado que eles tinham características comuns aos Mongolóides.
Sin, um irmão de Hete, tem muitas ocorrências em formas variantes no Extremo Oriente. Há um destaque significante concernente ao provável modo de origem da civilização chinesa. O lugar mais associado pelos próprios chineses para a origem de sua civilização é a capital de Shensi, a saber, Siang-fu (Pai Sin). Siang-fu aparece em registros assírios como Sianu. Hoje, Siang-fu pode ser traduzido, "Lugar para a Capital Ocidental da China”. Os Chineses têm uma tradição que seu primeiro rei, Fu-hi ou Fohi (Noé chinês), fez sua aparição nas Montanhas de Chin, foi rodeado por um arco-íris depois de o mundo ter sido coberto de água, e sacrificou animais a Deus (correspondendo ao registro de Gênesis). Sin foi da terceira geração de Noé, uma circunstância que poderia prover o intervalo de tempo certo para a formação antecipada da cultura chinesa.
Além disso, pessoas que vinham do Extremo Oriente para negociar foram chamadas de Sinæ (Sin) pelos citas. Ptolemeu, um astrônomo grego, se referiu a China como a terra de Sinim ou Sinæ. Há uma referência a Sinim no Livro de Isaías 49:12, que nota que eles vieram "de longe," especificamente nem do norte e nem do ocidente. Os árabes chamaram a China de Sin, Chin, Mahachin e Machin. O Sinæ foi referido a pessoas em partes remotas da Ásia. Para os Sinæ, a cidade mais importante foi Thinæ, um grande empório comercial na China ocidental. A cidade de Thinæ é agora conhecida como Thsin ou simplesmente Tin, e encontra-se na província de Shensi. Grande parte da China foi dominada pelo Império Sino-Khitan (960-1126), e Pequim tornou-se a capital do sul. O Sinæ tornou-se independente na China ocidental, sua princesa reinou ali por alguns 650 anos antes deles finalmente dominarem toda a terra.
No século III a.C., a dinastia de Tsin tornou-se suprema. A palavra Tsin chegou a significar purificado. Esta palavra foi assumida como um título pelos imperadores Manchu e acredita-se que tenha sido mudada para a forma Tchina. Dalí o termo foi trazido a Europa como China, provavelmente da dinastia Ch'in ou Qin (255–206 a.C.). A palavra grega para China é Kina (em latim é Sina). Dessa forma, o chinês e as línguas vizinhas são parte da família sino-tibetana. Anos atrás, jornais americanos regularmente empregavam títulos com referência ao conflito entre chineses e japoneses em que o antigo nome reapareceu em sua forma original, a Guerra Sino-Japonesa. Sinologia refere-se ao estudo da história chinesa.
Com respeito ao povo de Catai da referência histórica, essa referência poderia ter sentido para supor que os remanescentes dos Hititas, depois da destruição de seu império, viajaram em direção ao leste e povoaram em conjunto com os sinitas que eram seus parentes, contribuindo para a sua civilização, e dessa maneira tornando-se os antecessores dos grupos de pessoas asiáticas. Apesar disso, outros migraram na região e além, compondo as raças Mongolóides presentes na Ásia e nas Américas, nos dias atuais. A evidência fortemente sugere que os netos de Cam, Hete(Hititas/Catai) e Sin (Sinitas/China), são os antecessores dos povos mongoloides.

## Árvore genealógica
|       |       |       |       |       |       |     |     |         |         | Noé     |         |         |         |     |     |          |          |          |          |          |          |      |      |          |          |          |          |          |          |  |  |           |           |           |           |           |           |  |  |        |        |        |        |        |        |  |  |         |         |         |         |         |         |  |  |        |        |        |        |        |        |  |  |          |          |          |          |          |          |  |  |          |          |          |          |          |          |  |  |          |          |          |          |          |          |  |  |  |  |  |  |  |  |  |  |  |  |  |  |  |  |  |  |  |  |  |  |  |  |
|       |       |       |       |       |       |     |     |         |         |         |         |         |         |     |     |          |          |          |          |          |          |      |      |          |          |          |          |          |          |  |  |           |           |           |           |           |           |  |  |        |        |        |        |        |        |  |  |         |         |         |         |         |         |  |  |        |        |        |        |        |        |  |  |          |          |          |          |          |          |  |  |          |          |          |          |          |          |  |  |          |          |          |          |          |          |  |  |  |  |  |  |  |  |  |  |  |  |  |  |  |  |  |  |  |  |  |  |  |  |
|       |       |       |       |       |       |     |     |         |         |         |         |         |         |     |     |          |          |          |          |          |          |      |      |          |          |          |          |          |          |  |  |           |           |           |           |           |           |  |  |        |        |        |        |        |        |  |  |         |         |         |         |         |         |  |  |        |        |        |        |        |        |  |  |          |          |          |          |          |          |  |  |          |          |          |          |          |          |  |  |          |          |          |          |          |          |  |  |  |  |  |  |  |  |  |  |  |  |  |  |  |  |  |  |  |  |  |  |  |  |
|       |       | Sem   | Sem   | Sem   | Sem   | Sem | Sem |         |         | Cam     | Cam     | Cam     | Cam     | Cam | Cam |          |          | Jafé     | Jafé     | Jafé     | Jafé     | Jafé | Jafé |          |          |          |          |          |          |  |  |           |           |           |           |           |           |  |  |        |        |        |        |        |        |  |  |         |         |         |         |         |         |  |  |        |        |        |        |        |        |  |  |          |          |          |          |          |          |  |  |          |          |          |          |          |          |  |  |          |          |          |          |          |          |  |  |  |  |  |  |  |  |  |  |  |  |  |  |  |  |  |  |  |  |  |  |  |  |
|       |       | Sem   | Sem   | Sem   | Sem   | Sem | Sem |         |         | Cam     | Cam     | Cam     | Cam     | Cam | Cam |          |          | Jafé     | Jafé     | Jafé     | Jafé     | Jafé | Jafé |          |          |          |          |          |          |  |  |           |           |           |           |           |           |  |  |        |        |        |        |        |        |  |  |         |         |         |         |         |         |  |  |        |        |        |        |        |        |  |  |          |          |          |          |          |          |  |  |          |          |          |          |          |          |  |  |          |          |          |          |          |          |  |  |  |  |  |  |  |  |  |  |  |  |  |  |  |  |  |  |  |  |  |  |  |  |
|       |       |       |       |       |       |     |     |         |         |         |         |         |         |     |     |          |          |          |          |          |          |      |      |          |          |          |          |          |          |  |  |           |           |           |           |           |           |  |  |        |        |        |        |        |        |  |  |         |         |         |         |         |         |  |  |        |        |        |        |        |        |  |  |          |          |          |          |          |          |  |  |          |          |          |          |          |          |  |  |          |          |          |          |          |          |  |  |  |  |  |  |  |  |  |  |  |  |  |  |  |  |  |  |  |  |  |  |  |  |
| Cuxe  | Cuxe  | Cuxe  | Cuxe  | Cuxe  | Cuxe  |     |     | Mizraim | Mizraim | Mizraim | Mizraim | Mizraim | Mizraim |     |     | Pute     | Pute     | Pute     | Pute     | Pute     | Pute     |      |      | Canaã    | Canaã    | Canaã    | Canaã    | Canaã    | Canaã    |  |  |           |           |           |           |           |           |  |  |        |        |        |        |        |        |  |  |         |         |         |         |         |         |  |  |        |        |        |        |        |        |  |  |          |          |          |          |          |          |  |  |          |          |          |          |          |          |  |  |          |          |          |          |          |          |  |  |  |  |  |  |  |  |  |  |  |  |  |  |  |  |  |  |  |  |  |  |  |  |
| Cuxe  | Cuxe  | Cuxe  | Cuxe  | Cuxe  | Cuxe  |     |     | Mizraim | Mizraim | Mizraim | Mizraim | Mizraim | Mizraim |     |     | Pute     | Pute     | Pute     | Pute     | Pute     | Pute     |      |      | Canaã    | Canaã    | Canaã    | Canaã    | Canaã    | Canaã    |  |  |           |           |           |           |           |           |  |  |        |        |        |        |        |        |  |  |         |         |         |         |         |         |  |  |        |        |        |        |        |        |  |  |          |          |          |          |          |          |  |  |          |          |          |          |          |          |  |  |          |          |          |          |          |          |  |  |  |  |  |  |  |  |  |  |  |  |  |  |  |  |  |  |  |  |  |  |  |  |
|       |       |       |       |       |       |     |     |         |         |         |         |         |         |     |     |          |          |          |          |          |          |      |      |          |          |          |          |          |          |  |  |           |           |           |           |           |           |  |  |        |        |        |        |        |        |  |  |         |         |         |         |         |         |  |  |        |        |        |        |        |        |  |  |          |          |          |          |          |          |  |  |          |          |          |          |          |          |  |  |          |          |          |          |          |          |  |  |  |  |  |  |  |  |  |  |  |  |  |  |  |  |  |  |  |  |  |  |  |  |
| Sidom | Sidom | Sidom | Sidom | Sidom | Sidom |     |     | Hete    | Hete    | Hete    | Hete    | Hete    | Hete    |     |     | jebuseus | jebuseus | jebuseus | jebuseus | jebuseus | jebuseus |      |      | amoritas | amoritas | amoritas | amoritas | amoritas | amoritas |  |  | girgaseus | girgaseus | girgaseus | girgaseus | girgaseus | girgaseus |  |  | heveus | heveus | heveus | heveus | heveus | heveus |  |  | arqueus | arqueus | arqueus | arqueus | arqueus | arqueus |  |  | sineus | sineus | sineus | sineus | sineus | sineus |  |  | arvadeus | arvadeus | arvadeus | arvadeus | arvadeus | arvadeus |  |  | zemareus | zemareus | zemareus | zemareus | zemareus | zemareus |  |  | hamateus | hamateus | hamateus | hamateus | hamateus | hamateus |  |  |  |  |  |  |  |  |  |  |  |  |  |  |  |  |  |  |  |  |  |  |  |  |